# Psiconeuroimmunologia

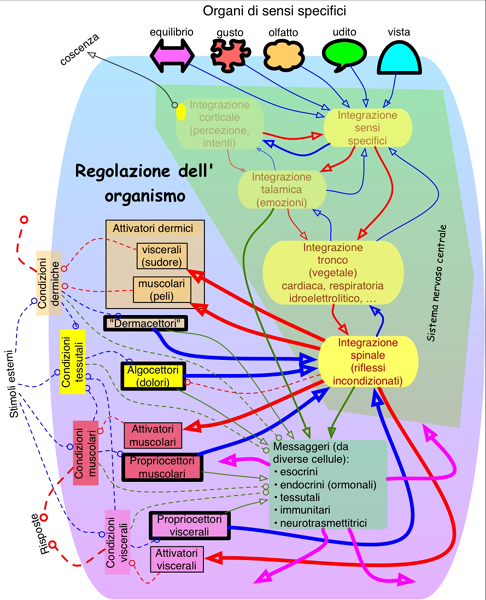
Neuro-Endocrinologia: integració de senyals nervioses i hormonals

La psiconeuroimmunologia (PNI), de vegades anomenada psiconeuroendocrinoimmunologia (abreujada com PNEI), és una disciplina que estudia les interaccions entre els sistemes nerviós central, endocrí i immunitari, així com els seus efectes en el comportament humà i animal.

## Fonaments
Avui se sap que no hi ha una divisió clara, si no en sentit classificat i didàctic, entre els mediadors del sistema nerviós, endocrí i immunitari, i que des del punt de vista funcional, les citocines, els neurotransmissors i les hormones representen una categoria de mediadors comú a una xarxa.
Per exemple, totes les cèl·lules del sistema nerviós central, incloses les neurones, les glies i, en particular, les microglies, són capaces de rebre i produir senyals d’importància biològica que s’expressen funcionalment a l’àrea purament immune, com se sap al contrari, que és a dir, que els mediadors de la resposta immunitària, normalment citocines, influeixen en els circuits purament encefàlics, generalment amb l'objectiu d'estimular la capacitat del sistema nerviós central (SNC) de modular la resposta immunitària mateixa.
A més a més, les molècules que s'acostumen a anomenar hormones i, per tant, a considerar rellevants per a una àrea biològica del funcionament endocrí, poden influir en la resposta immunitària i actuar en sinergia amb el SNC i el sistema immunitari.

### El sistema PNEI
El "sistema PNEI" constitueix una xarxa integrada d'autoregulació que té com a objectiu mantenir l'homeòstasi de l'organisme en resposta a estímuls de diversos tipus, des d'infecciosos a psicosocials.
La ciència que estudia el sistema PNEI s’ocupa principalment de proporcionar la base biològica de la comunicació bidireccional entre els tres sistemes endocrí, immunitari i neuropsicològic.
Les bases teòriques i experimentals de PNEI representen la pedra angular de la interacció de l'estructura neuropsicològica i psicoemocional amb l'esfera químic-física i orgànica de la vida biològica, en condicions fisiològiques i patològiques.
Es pot dir que una prevenció eficaç de malalties, en particular d’algunes, té lloc en primera instància amb un sistema de defensa PNEI performant i reactiu.
També es pot dir que l'estat psicoemocional i afectiu de l'individu influeix o modifica el curs d'un esdeveniment patològic: hi ha una variabilitat infinita interindividual i fins i tot intraindividual a la base de la possibilitat de desenvolupar o no un fet patològic., basat en el principi de la interacció entre factors genètics i ambientals, probablement desconnectats de l'estructura PNEI de l’individu.

## Estudis
Existeixen nombrosos estudis sobre la interrelació ment cos i es poden dividir en tres tipus principals: els estudis de com les emocions influeixen sobre la fisiologia, el cos humà, els estudis sobre la seva incidència en malalties i els estudis de com diverses teràpies influeixen en les malalties.
El estrès, la ansietat i la angoixa són potser els elements psíquics més utilitzats per comprovar les interrelacions entre els diferents sistemes de l'organisme. Entre els estudis assenyalats es poden destacar com a exemple els relacionats amb alguns factors psicosocials estressants corrents: el dol, la separació o divorci, estar a l'atur o el passar exàmens acadèmics.

### Suggestió
Els estudis indiquen que el SI, en resposta a suggestions i creences, pot resultar afectat a través del sistema límbic - hipotalàmic del cervell, atès que aquest actua com a mediador en la modulació de les seves respostes.
La suggestió ha estat objecte d'estudi intens des de fa temps, fonamentalment sobre els efectes placebo i nocebo. Es tenen notícies fins i tot d'alguns estudis realitzats en els anys 20 del passat segle.
El 2002 va aparèixer un article que va tenir una àmplia repercussió mediàtica, Les noves drogues de l'emperador. Aquest article, redactat per Irving Kirsch, professor de Psicologia de la Universitat de Connecticut, era un informe sobre una sèrie de assaigs clínics amb antidepressius i que no havien estat publicats. Abans de la seva redacció ja va estar embolicat en polèmica ja que Kirsch va haver de recórrer a la Llei de Llibertat d'Informació (en: Freedom of Information Act (United States)) perquè se li subministraran les dades. Finalment va poder redactar l'informe concloent que el 80% dels efectes antidepressius dels fàrmacs (els sis antidepressius més importants de moment) podien atribuir-se a l'efecte placebo.
| « | La diferència entre la resposta als fàrmacs i la del placebo era de menys de dos punts de mitjana en l'escala clínica que va des dels cinquanta als seixanta punts. Això és una diferència molt petita. És una diferència clínicament irrellevant.Irving Kirsch | » |

Els estudis sobre l'efecte placebo s'han incrementat substancialment, reconeixent entre 1997 i 2001, uns 10.000 assajos.

#### Efecte placebo
Bruce Moseley, cirurgià famós per tractar estrelles de l'esport nord-americà, va dur a terme un experiment a la facultat de medicina de Baylor (Baylor University), precisament per demostrar que l'efecte placebo no tenia la menor incidència en cirurgia. L'experiment va ser realitzat en una població de 180 persones amb osteoartritis de genoll, a les quals es va dividir en tres grups: a un d'ells se'ls va tractar amb la tècnica de rentat artroscòpic, a un segon grup se'ls va aplicar un desbridament artroscòpic i a un tercer grup se'ls va fer creure que havien estat sotmesos a cirurgia, però en realitat només se'ls va efectuar una incisió a la pell, a aquest tercer grup no se'ls va comunicar aquesta circumstància fins al cap de 2 anys, temps que va durar l'experiment. El resultat va ser que no es van trobar diferències entre els procediments quirúrgics i el placebo. Per això Moseley va declarar posteriorment:: 
| « | La meua habilitat com a cirurgià no va suposar cap benefici en aquests pacients. Qualsevol possible benefici de la cirurgia per a la osteoartritis de genoll es va deure a l'efecte placebo.Bruce Moseley. | » |

#### Efecte nocebo
En un experiment efectuat al Japó, es va aplicar en un braç a un grup de 57 nens amb dermatitis contagiosa una determinada planta a la qual eren al·lèrgics, en l'altre avantbraç es va aplicar una altra planta per a la qual no presentaven cap reacció. En realitat en el primer braç no se'ls havia aplicat la planta a la que presentaven reacció, només els van indicar que s'havia fet així. El resultat va ser que el 89'5% de subjectes van presentar reacció en el primer avantbraç.

## Mal ús de la psiconeuroimmunologia
La psiconeuroimmunologia (PNI) no és una especialització professional, sinó que és un camp d’investigació interdisciplinari que estudia les interaccions entre la conducta, el sistema neuronal i endocrí, i els processos d’adaptació immunològics. El problema és que la PNI ha estat usada en algunes ocasions com a possible base científica que pogués sustentar les teràpies de ment-cos, i s’ha vist en conseqüència associada en moltes ocasions i erròniament a la medicina alternativa o complementària. Així doncs es prescriuen tractaments mèdics i pretesos medicaments a partir de les referències de la PNI, sense un mètode científic que avali aquestes teràpies, la qual cosa situa aquestes pràctiques terapèutiques en el terreny de les pseudociències, encara que la PNI sigui de caràcter eminentment científic.